# Muraszkowcy
Muraszkowcy (Ewangeliczni Chrześcijanie Święci Syjoniści) – ugrupowanie religijne, które wyłoniło się ze środowiska zielonoświątkowego na Wołyniu i Polesiu około roku 1932. Nazwa „muraszkowcy” powstała od nazwiska Iwana Muraszki, nazywanego wśród wiernych „Ojcem Syjonu”. W grupie tej był on głównym wykonawcą proroctw otrzymywanych przez „Mamę Syjonu” – Olgę Kirylczuk-Korniejczuk. Główną postacią grupy była jednak prorokini Olga i to w jej rodzinie następuje sukcesja przewodnictwa sprawowanego nad grupą wiernych. Grupa muraszkowców ze względu na swoje praktyki, zwłaszcza „zdejmowanie pieczęci” czy życie w komunie wzbudzała wiele kontrowersji w okresie międzywojennym. Wyznawców tej grupy religijnej nazywa się muraszkowcami lub syjonistami.
Grupa ta istnieje do dziś. Od roku 1972 jej głównym miejscem osiedlenia stała się miejscowość Dobrosław (do roku 2016 Komiternowo) położona 40 km od Odessy, gdzie mieszka ponad 400 osób należących do grupy. Poza tym część wiernych w latach 1956–1980 rozproszyła się po dawnym Związku Radzieckim i zamieszkuje w Gruzji (Zugdidi), Kazachstanie (Kustanaj, Dżambuł), Mołdawii (Bielce, Bendery, Anneny) oraz jedna rodzina emigrantów w Stanach Zjednoczonych.

## Osoby założycieli – prorocy Syjonu
Iwan Muraszko urodził się w 1891 roku w prawosławnej rodzinie we wsi Razmierki, na białoruskiej Kosowszczyźnie. Był wnukiem prawosławnego duchownego. Edukacja przygotowywała go do zawodu nauczyciela, choć już w młodości planował również życie mnicha. Zdobył wykształcenie nauczyciela języka rosyjskiego. Ponieważ ciągnęły go podróże wyjechał na Syberię, a w roku 1913 udał się do Kanady skąd po dwóch latach przeniósł się do Nowego Jorku. Na emigracji został baptystą, lecz niebawem postanowił dołączyć do zielonoświątkowców. W tym okresie miał wydać dwie broszury: „Czego zabrania i co nakazuje Słowo Boże” (1922) oraz „Bóg kocha was – czy kochacie wy jego” (1923). Redagował również i własnym sumptem wydawał pismo „Swiet błagodati”, na łamach którego przedstawiał własne interpretacje religijne. W Stanach Zjednoczonych pozostawał do roku 1925. Dzięki swojej działalności na początku lat 30. XX wieku był już znaczącą postacią wśród zielonoświątkowców. Cieszył się szacunkiem i autorytetem wśród wiernych, prowadził nabożeństwa, zakładał kolejne wspólnoty wiernych i domy modlitwy. Już w młodości miał złożyć śluby bezżeństwa i czystości oraz zamierzał prowadzić życie wędrownego kaznodziei. Przez 5 lat i 8 miesięcy miał milczeć, a głosu używał jedynie podczas nabożeństw i kazań, komunikując się z otoczeniem jedynie za pomocą noszonej na swojej piersi tabliczki, na której zapisywał co chciał powiedzieć.
Olga Kirylczuk urodziła się w roku 1885 we wsi Omelana na terenach dzisiejszej północno-zachodniej Ukrainy (obwód rówieński), w rodzinie prawosławnej. Po ślubie z Michaiłem Kirylczukiem osiadła na chutorze Zareczyca pod Bereżnicą. Para miała sześcioro dzieci. Jej mąż był alkoholikiem i czasem ją bił przez co w domu zjawiała się jedynie w czasie jego nieobecności, by zająć się dziećmi i obowiązkami domowymi. Trafiła ona do wspólnoty baptystów, a następnie do grupy zielonoświątkowej, w której osiągnęła znaczącą pozycję. W 1931 roku w jej domu w Zareczycy doszło do pożaru, który miał znamienne znaczenie dla przyszłej wspólnoty wyznaniowej. Podczas pożaru w domu spał mąż Michaił Kirylczuk oraz w innym pokoju przebywała Olga Kirylczuk z szóstką dzieci oraz swoją pomocnicą Praskownią. Mąż uciekł z domu, a reszta domowników modląca się w tym czasie miała zostać cudownie ocalona z pożaru, który nagle jak sam zapłonął tak sam miał zgasnąć. Mimo znacznych zniszczeń domu nie doznali oni żadnych obrażeń. Wydarzenie to uznano za cudowne ocalenie nadając mu we wspólnocie znaczenie hagiograficzne. W ten sposób powstał „Ród Ofiary” – linia sukcesji, w obrębie której przekazywane jest przywództwo nad wspólnotą religijną muraszkowców. Od tej pory Olga Kirylczuk zaczęła otrzymywać objawienia, podczas których wpadała w trans wypowiadając słowa zmienionym głosem, a jej ciało wydawało się być martwe. Proroctwa Olgi Kirylczuk przedstawiały plan zbawienia, nowy kodeks moralny zawierający podstawy nowej wiary oraz zapowiadały budowę Królestwa Bożego na ziemi wołyńskiej. Nie znalazła ona chętnych do realizacji głoszonego przez nią planu i w rezultacie znalazła się na marginesie wspólnoty zielonoświątkowej jako heretyczka i buntowniczka.

## Spotkanie założycieli
Około roku 1932 we wsi Olszany, na wołyńskim zjeździe zielonoświątkowców, któremu przewodził Iwan Muraszko pojawiła się również Olga Kirylczuk. Gdy o jej obecności dowiedział się Jakub Lemieza postanowił przedstawić sprawę Olgi Muraszce. W efekcie przesłuchania Olgi Muraszko stwierdził, że nie widzi jej winy. Wówczas Olga oznajmiła mu, że zostanie on jej towarzyszem, razem porzucą zielonoświątkową wspólnotę i pójdą nową drogą. Gdy Muraszko się nie zgodził Olga miała nałożyć na niego oraz Lemiezę ślepotę i głuchotę na trzy dni. Po trzech dniach Iwan Muraszko miał odzyskać wzrok, słuch oraz również mowę, którą od 5 lat i 8 miesięcy się nie posługiwał. Obaj przeszli też przemianę duchową, Iwan Muraszko został „Ojcem Syjonu”, nowym „prorokiem Ilją” („Eliaszem”), a Jakub Lemieza został nazwany nowym „Janem Chrzcicielem” oraz otrzymał funkcję pierwszego pomocnika – „Prawitiela”. Prorokini Olga porzuciła dzieci i męża. Olga Kirylczuk, Iwan Muraszko i Jakub Lemieza opuszczając zgromadzenie zielonoświątkowe pociągnęli za sobą niewielką grupą pierwszych entuzjastycznych wyznawców nowej wspólnoty.

## Pierwsze Wezwanie (Pierwyj Zow)
Zgodnie z objawieniami Olgi powstająca wspólnota syjonistów zabroniła jedzenia wieprzowiny, zakazywała współżycia ze współmałżonkiem w dzień święty. Nakazywała mężczyznom zapuścić brody, a kobietom nosić fartuchy i chustki. Za dzień święty zaczęto uważać sobotę, której świętowanie rozpoczynano o zachodzie słońca w piątek i do sobotniego wieczora wstrzymywano się od wykonywania jakichkolwiek prac. Świętowano również niedzielę dla upamiętnienia śmierci Jezusa, lecz w tym wypadku ograniczeń było mniej. Za grzech adamowy prorokini Olga uznała stosunek płciowy Adama z Ewą, który według niej miał mieć miejsce w świętą sobotę.
Na czele wspólnoty syjonistów stanęli „Święci Rodzice” – Olga Kirylczuk jako „Mama Syjonu” i Iwan Muraszko jako „Ojciec Syjonu”. Jakub Lemieza pełnił zaś funkcję pierwszego pomocnika – „Prawitiela”. Spośród wiernych wyłoniono 12 apostołów, którym nadano imiona nowotestamentowe oraz 12 diakonis. Zadaniem apostołów było prowadzenie nabożeństw, udzielanie ślubów oraz przeprowadzanie muraszkowskich pogrzebów. Rozgłaszali oni również kolejne objawienia prorokini wśród prostego ludu chodząc od wsi do wsi i nakłaniając do przystąpienia do powiększającej się wspólnoty. Spośród grupy wybrano również kilku rzeźników odpowiedzialnych za rytualny ubój zwierząt, obejmujący modlitwę nad duszą zwierzęcia oraz oczyszczenie mięsa z krwi.
Na przełomie roku 1932 i 1933 we wsi Łazowce we wspólnocie syjonistów przeprowadzono pierwszy zabieg „zdjęcia pieczęci”, najbardziej kontrowersyjną praktykę wspólnoty w oczach osób postronnych. Zdaniem wspólnoty wiernych praktyka ta miała być spełnieniem 5 rozdziału biblijnej księgi Apokalipsy. „Zdjęcie pieczęci” polegało na nacinaniu ciała Olgi Kirylczuk przez Iwana Muraszkę, naciąganiu skóry w zranionych miejscach celem zebrania krwi prorokini i zmieszania jej z czerwonym winem. Wino to było używane do oczyszczania poprzez rytualne obmywanie osób przyłączających się do wspólnoty. Używano go również do komunii wiernych, a także wylewano do rzek by „rozprzestrzeniać Bożą moc wśród niewiernych”. Ponieważ na „zdjęcie pieczęci” zapraszano duchownych zarówno prawosławnych jak i katolickich, inne postronne osoby oraz fotografów dokumentujących tę praktykę szybko stała się ona głośna i mocno potępiana. W efekcie już przy drugiej takiej okazji w dniu 4 maja 1933 roku we wsi Woskodawy doszło do napaści ludności prawosławnej na muraszkowców. Iwan Muraszko wydarzenia te opisał w „Psalmie 135” należącym do „Psałterza” ułożonego przez muraszkowców i wykorzystywanego w trakcie nabożeństw wspólnoty. „Zdejmowanie pieczęci” stało się też powodem kilkukrotnego aresztowania Iwana Muraszki, a w roku 1934 został on na trzy miesiące umieszczony na obserwacji w szpitalu psychiatrycznym w Tworkach.
Później prorocy Olga Kirylczuk wraz z Iwanem Muraszką, korzystając z pomocy Michaiła Dikona mieli przeprowadzić „skucie smoka” nawiązujące do Księgi Apokalipsy 20:1-3. Ten jednorazowy obrzęd skucia Diabła na 1000 lat miał polegać na wprowadzeniu go w błąd i związaniu go przez Iwana metalowym łańcuchem a następnie uwięzieniu. Misterium to w opinii wspólnoty miało być niezbędne dla ocalenia ludzkości. Wydarzenie miało się rozegrać w stodole Dikona we wsi Łazowce około 1937 roku.
W roku 1936 prorocy Olga Kirylczuk i Iwan Muraszko zaczęli zwoływać wiernych syjonistów do chutoru Zareczyca celem budowy „Nowego Jeruzalem” w miejscu gdzie Olga i jej dzieci zostali cudownie uwolnieni z pożaru. Wierni sprzedawali swoje gospodarstwa i dobytek zostawiając tylko krowy na mleko i konie do orki. Pieniądze deponowano we wspólnej kasie, za którą zakupiono parę hektarów ziemi w pobliskiej wsi Kidry. W miejsce budowy Nowego Jeruzalem zjechało się według relacji ponad 700 osób. Olga Kirylczuk i Iwan Muraszko wraz z rodziną „Prawitiela” Lemiezy mieszkali w skromnej chacie, wierni zaś w stajni gdzie poszczególne rodziny byli pooddzielane od siebie płóciennymi zasłonami. Stworzono komunę, w której wkrótce ze względu na panujące trudne warunki pojawiła się epidemia korosty (prawdopodobnie wywołana przez świerzb). W 1938 w komunie doszło do epidemii tyfusu lub innej choroby zakaźnej. Zaczęły umierać dzieci i osoby najsłabsze. W efekcie władze państwowe zarzuciły muraszkowcom próbę zaszczepienia komunizmu na polskich ziemiach i nakazały w marcu 1938 roku Oldze Kirylczuk i Iwanowi Muraszce opuścić kraj w trybie 24 godzinnym.
Prorocy wspólnoty postanowili udać się do Argentyny do Buenos Aires gdzie w 1930 roku zamieszkał znajomy z czasów zielonoświątkowych Wasyl Tierebiej. Prorocy zabrali ze sobą czwórkę dzieci Olgi oraz wspólne pieniądze „Nowego Jeruzalem”. Wiernym oznajmili, że zostali wysłani do innego kraju, aby tam prowadzić dalszą działalność. Dzięki pomocy Tierebieja zamieszkali oni w Argentynie gdzie żyli samotnie i w biedzie. Gdy około 1955 roku Iwan Muraszko zachorował Olga Kirylczuk nakłoniła wyznającego poglądy zielonoświątkowe Tierebieja by odtąd on ciął rany na jej ciele. Wyrażając zgodę stał się on „ostatnim apostołem Syjonu” Pierwogo Zowu. Iwan Muraszko zmarł prawdopodobnie w roku 1958, a Olga Kirylczuk parę miesięcy po nim.

## Rozdzielanie
Po opuszczeniu wspólnoty przez „proroków Syjonu” jej członkowie zaczęli się rozjeżdżać z Zareczycy. Przewodnictwo nad grupą pozostałą w „Nowym Jeruzalem” przejął Jakub Lemieza, „Prawitiel Syjonu”. We wspólnocie pozostało też dwóch synów Olgi Kirylczuk należących do „Rodu Ofiary” – najstarszy Michaił oraz najmłodszy Ananij. Wkrótce doszło do podziału w grupie gdy Michaił Kirylczuk sprzeciwił się zabiciu krowy przeznaczonej na ofiarę przez Lemiezę. W efecie grupa podzieliła się na dwa obozy.
W wyniku tego sporu najstarszy syn Olgi zmienił swoją rangę we wspólnocie i zaczął aspirować do roli przywódcy grupy. Michaił zaczął prowadzić nabożeństwa oraz wprowadzać radykalne zasady. Na przykład gdy chutor Zareczyce znalazł się pod władzą sowiecką Michaił nakazał modlitwy przy otwartych drzwiach. W przeciwieństwie do tego „grupa Lemiezy” utajniła praktyki religijne deklarując się wobec komunistycznej władzy jako niewierzący. W trakcie II wojny światowej wspólnota podupadła i się rozproszyła. Zaginął też Ananij najmłodszy syn Olgi Kirylenko. Po kilku latach Michaił Kirylenko wyjechał do Argentyny pozostawiając dwie młode córki: Lubow i Marusię.

## Drugie Wezwanie (Wtoroj Zow)
Córkami Michaiła zaopiekowała się Maria Uszenko zamieszkała we wsi Nowokrajew. Była to bogata jak na tamtejsze warunki Czeszka, która niedługo wcześniej przystąpiła do wspólnoty syjonistów. Ze względu na jej rolę w ocaleniu „Rodu Ofiary” została nazwana później „Mamą Sławy”. W 1948 roku gdy Marusia miała osiem a Lubow siedem lat przez usta dziewczynek miał przemówić Głos. Nakazywał on wiernym przybywanie do Nowokrajewa w celu uzyskania odpuszczenia grzechów lub wyznaczenia pokuty, zatwardziałych grzeszników zaś odprawiano do domu z niczym. Okres ten trwał kilka lub kilkanaście miesięcy. Dawni „apostołowie Syjonu” mieli przyprowadzić wiernych kończąc tym samym swoją misję. Zaś wnuczki Olgi Kirylenko wybrały nowych, którzy mieli przejąć opiekę nad lokalnymi wspólnotami.
Wkrótce jednak ze względu na odmowę pracy w sobotę rozpoczęły się prześladowania tej grupy religijnej. W 1950 roku zaczęły się aresztowania członków wspólnoty, a syjoniści otrzymywali najczęściej kilkunastoletnie wyroki. W roku 1955 i 1956 w wyniku amnestii po śmierci Józefa Stalina większość muraszkowców opuściła więzienia.

## Okres tułaczki
Z obawy przed represjami syjoniści postanowili udać się na wschód Związku Radzieckiego gdzie represje za odmowę pracy w soboty były słabsze. Wkrótce syjoniści z północno-zachodniej Ukrainy zaczęli wyjeżdżać na rubieże Azji Centralnej oraz na Kaukaz. Osiedlali się oni w Kazachstanie, Uzbekistanie, Gruzji i na zauralskiej Rosji. Cześć wiernych czasowo zamieszkała w Mołdawii.
W ten sposób rozpoczął się okres wieloletniej tułaczki muraszkowców, którzy w poszukiwaniu pracy wędrowali z miasta do miasta. W niektórych osadach pozostawali parę miesięcy, inne miejsca musieli opuszczać od razu. W okresie tym syjoniści żyli w mniejszych komunach liczących po 50–100 osób. Tworzyli oni brygady specjalizujące się w budowie i renowacji domów. Znalezienie pracy ułatwiały im umiejętności budowlane, pracowitość i abstynencja od alkoholu, a przeszkodą w stałym osiedleniu była odmowa pracy w soboty.
W okresie tułaczki pretensje do przewodzenia wspólnotą muraszkowców zaczęła zgłaszać dwójka dawnych autorytetów z czasów, gdy wnuczki Olgi Kirylenko: Lubow i Marusia były jeszcze dziećmi – Maria Uszenko zwana „Mamą Sławy” i Andriej Wasiliuk, apostoł „Wtorogo Zowu”. Oboje więcej zasług wobec wspólnoty przypisywali sobie niż wnuczkom Olgi Kirylenko. Grupy te pozostają na uboczu głównego nurtu syjonistów skupionych wokół Lubow i Marusi – „Rodu Ofiary”.

## Osiedlenie w Komiternowie
Jesienią 1972 roku grupie syjonistów skupionych wokół Luby i Marusi udało się znaleźć miejsce, w którym pozwolono im osiedlić się na stałe. Miejscem tym stało się Kominternowo oddalone o 40 km od Odessy. Mogli pobudować domy i podjąć legalną pracę przy budowie lokali użyteczności publicznej. Początkowo w miejscowości osiedliło się osiem rodzin założycielskich. Stopniowo do osady przybywali kolejni wierni zwłaszcza ze wspólnot mołdawskich, którzy zasiedlali Kominternowo w kilku falach. Na początku XXI wieku społeczność syjonistów w Komiternowie liczyła ponad 400 osób.
W 2005 roku w Komiternowie zbudowano dom modlitwy, który może pomieścić 400 osób.